# Crónicas de Allaryia
Crónicas de Allaryia é uma série literária composta por sete livros, escrita pelo português Filipe Faria. Trata-se de uma obra de literatura fantástica, abarcando os subgéneros da fantasia épica e heroica, mas com notáveis elementos de romance medieval, humor, amizade, provas de fidelidade, etc. A série foi publicada pela Editorial Presença, inserida na coleção "Via Láctea".
A história, retrata a vida de Aewyre Thoryn, o filho mais novo do rei Aezrel Thoryn, e seus companheiros: o mago Allumno, a princesa Lhiannah e respetivo protetor, Worick, um eahan, Quenestil, uma eahanoir, Slayra, um pequeno burrik, Taislin e um antroleo, Babaki, num continente fantástico chamado Allaryia.

## Visão geral
| #  | Livro                  | Páginas | Lançamento              |
| -- | ---------------------- | ------- | ----------------------- |
| 1. | A Manopla de Karasthan | 534     | 9 de abril de 2002      |
| 2. | Os Filhos do Flagelo   | 454     | 3 de dezembro de 2002   |
| 3. | Marés Negras           | 558     | 29 de novembro de 2003  |
| 4. | A Essência da Lâmina   | 478     | 3 de maio de 2005       |
| 5. | Vagas de Fogo          | 582     | 18 de abril de 2007     |
| 6. | O Fado da Sombra       | 531     | 5 de maio de 2009       |
| 7. | Oblívio                | 606     | 15 de fevereiro de 2011 |

## Prémio
O primeiro volume da série, A Manopla de Karasthan, venceu em novembro de 2001 a primeira edição do Prémio Branquinho da Fonseca na modalidade juvenil, tendo posteriormente sido publicado pela Editorial Presença.